# Cephalorhynchus
Cephalorhynchus é um gênero de golfinhos do hemisfério sul.
- Cephalorhynchus commersonii (Lacépède, 1804) − Golfinho-de-commerson
- Cephalorhynchus eutropia Gray, 1846 – Golfinho-chileno ou Golfinho-negro-do-chile
- Cephalorhynchus heavisidii (Gray, 1828) − Golfinho-de-heaviside
- Cephalorhynchus hectori (van Beneden, 1881) – Golfinho-de-hector ou Golfinho-da-nova-zelândia